# M42ダスター自走高射機関砲
M42 ダスター自走高射機関砲（M42 40mm SPAAG "Duster"）は、アメリカ合衆国で開発された自走式対空砲である。
"Duster"とは「掃除人」もしくは「（掃除用の）はたき、雑巾」の意。

## 概要
M42は、朝鮮戦争の戦訓から、新型自走式対空砲の必要性を感じたアメリカ陸軍によって1952年に開発され1954年から配備された。第二次世界大戦末期にM24軽戦車のコンポーネントを用いたM19対空自走砲が作られていたが、これは車体のサイズが小さかったため能力不足で、本車では同じ武装を余裕のあるT37およびT41試作軽戦車（後のM41軽戦車）の車台に搭載して試験を行っている。そしてT141とT141E1が試作されて評価試験が行われた。
T141E1は自身がレーダーを搭載し、射撃管制装置を載せたT53との組み合わせで運用されるため高価で、結局安価なT141がM42として1953年10月に採用された。
1956年からはエンジンを換装したM42A1が制式化された。すべてのM42はゼネラルモーターズの戦車部門によって1959年12月までに3,700両（諸説あり）が製造されている。

## 構成
M42は、M41軽戦車の車台に新造された車体上部、全周旋回可能な屋根の無いオープントップの砲塔を載せ、ボフォース社の設計をもとにした連装の40mm機関砲を装備している。
40mm機関砲の照準は光学照準のみで、給弾は4発入りクリップを使用。1門当たり毎分120発の射撃が可能である。
車体前部に操縦士と車長兼無線手が乗り、照準手、射撃手、給弾手2名は砲塔に配置されている。車体後部にエンジンおよびトランスミッションが配置された後輪駆動形式で、転輪は5個、上部転輪は3個の構成となっている。

## 運用
ベトナム戦争ではもっぱら地上掃射で活躍し、南ベトナム解放民族戦線にはB-52戦略爆撃機の絨毯爆撃とともに恐れられていた。アメリカのほか、オーストリア、西ドイツ、日本、中東各国に供与された。
1970年代中頃になるとM42はアメリカ陸軍から退役し、M42の後継機種としてレーダーによる自動照準システムを備えた自走式対空砲が企図される。アメリカでは航空機関砲として開発されたM61バルカン20mmガトリング砲をレーダー照準器、給弾機構とともにM113A1装甲兵員輸送車に搭載して自走化したM163 VADSが開発された。
なお、M163の後継として開発されていた40mm機関砲を搭載するM247サージェント・ヨークは1986年に計画がキャンセルされており、21世紀初頭現在、アメリカ陸軍の対空機関砲はM163のみとなっている。また、後継としてドイツ連邦陸軍ではゲパルトが、陸上自衛隊では87式自走高射機関砲が開発されている。

### 日本での運用

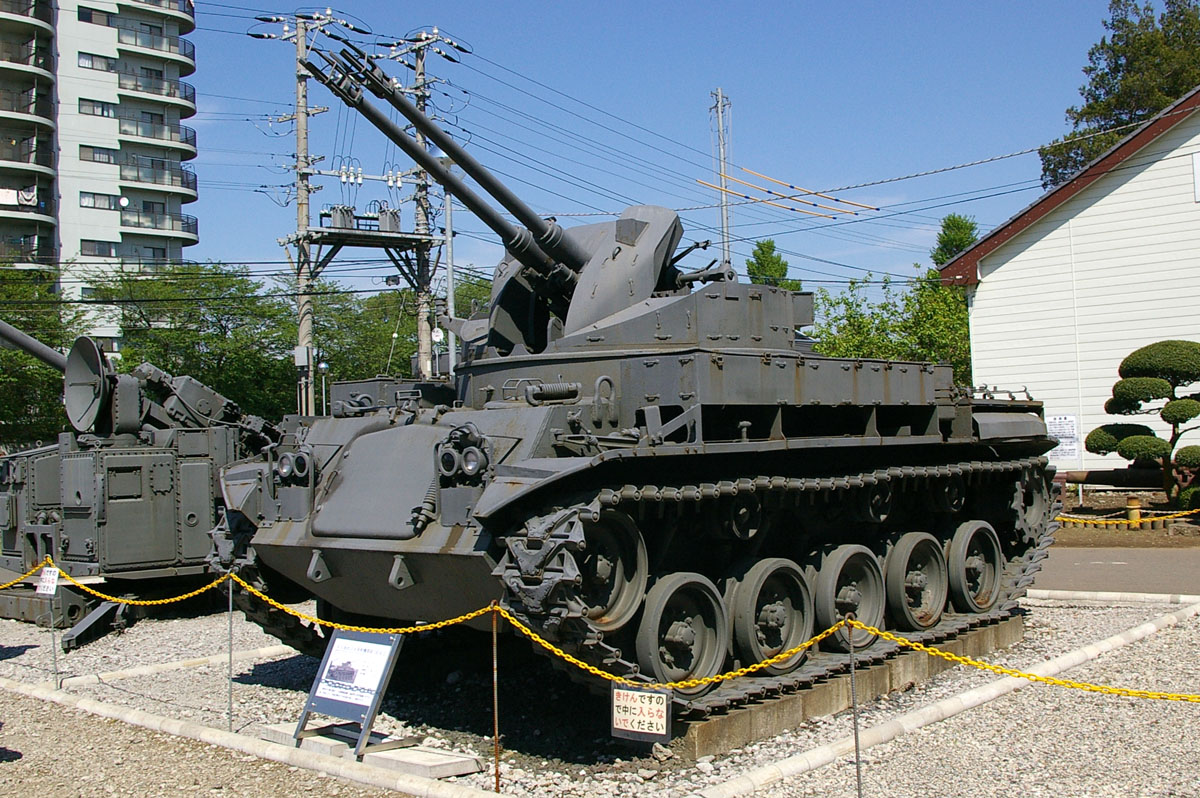
陸上自衛隊に供与されたM42
千葉県千葉市の陸上自衛隊高射学校の展示品

陸上自衛隊では本車以前に供与されていた35両のM19の後継として、1960年から22両を購入し、第7師団第7特科連隊第5大隊（現在の第7高射特科連隊）に集中配備された。
後継として開発された87式自走高射機関砲が高価なために調達が進まなかったこともあり、本車は87式の制式化後も長らく装備され、1994年3月の返納完了まで長らく機動対空兵器として使用された。

## 派生型

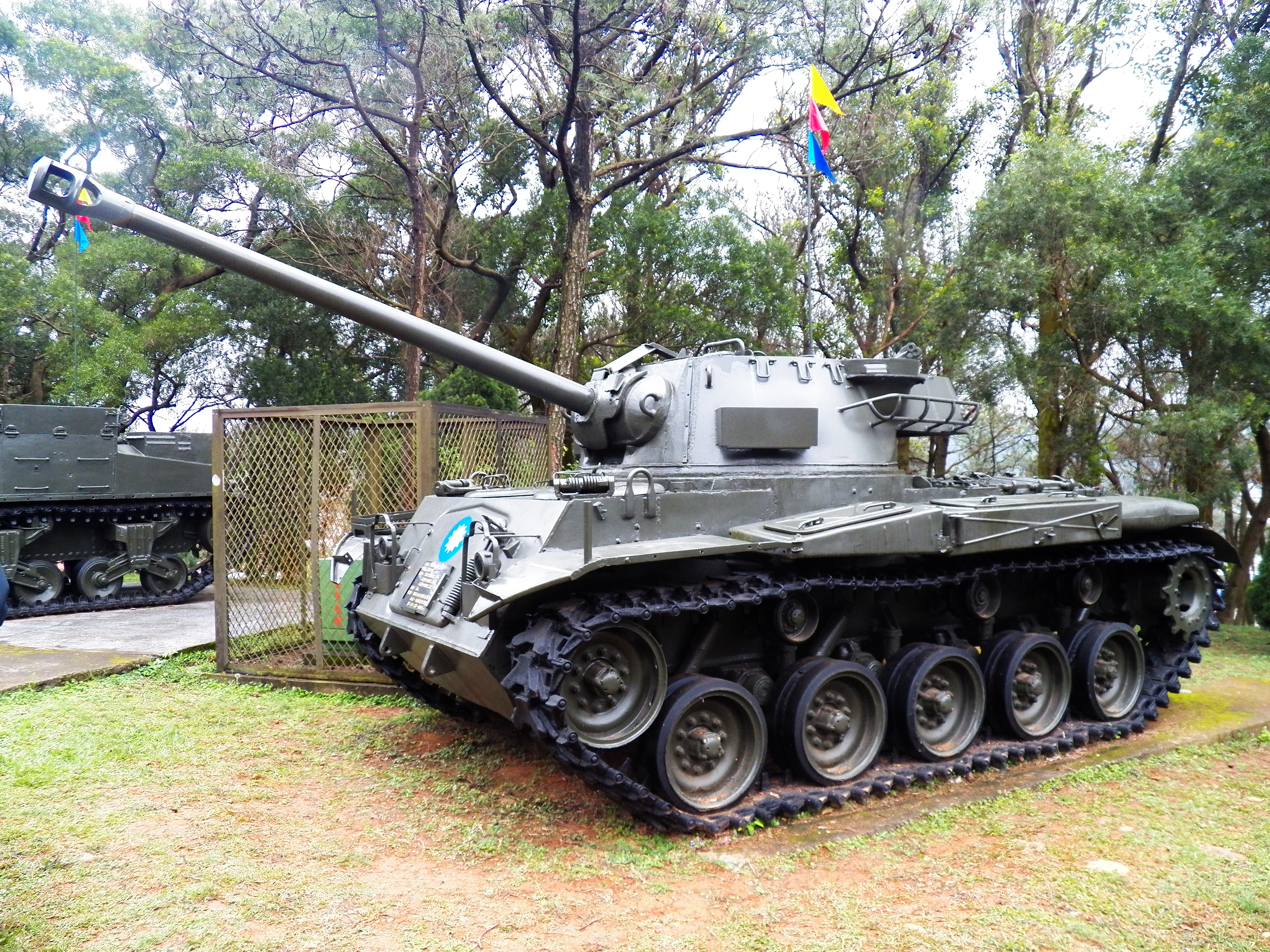
台湾、新竹県の湖口装甲兵学校に展示される64式戦車

64式戦車(六四式輕戰車）
アメリカより台湾（中華民国国軍）へ供与されたM18 ヘルキャットGMCの足回りが耐用年数を超えたため、余剰となったM42の車体にM18の砲塔を搭載した軽戦車。約50両が製作された。
AMX-13 ラファーガ
ベネズエラ軍が、M42の砲塔部（M41E1）と余剰化したAMX-13軽戦車の車体を組み合わせて製作した対空戦車。"ラファーガ"(Ràfaga)はスペイン語で"強風"の意。6～10両前後が製作された。
ゼネラルエレクトリック・ビートル
アメリカ空軍が原子力事故現場での作業用に試作したモビル・マニピュレーター（搭乗型ロボット）。M42の車体を流用して下半身としている。

## 採用国
- アメリカ合衆国
- 西ドイツ
- 日本
- 中華民国（台湾）
- レバノン
- ヨルダン
- ベネズエラ
- ベトナム共和国

## 登場作品

### 映画
『コンボイ』
ラストで、主人公のトラックの進行を阻止するために出動した州兵の装備として登場。
『若き勇者たち』
戦場の跡地に残骸が放置されており、その上に主人公たちが登る。

### 漫画
『こちら葛飾区亀有公園前派出所』
単行本85巻掲載「新説桃太郎！の巻」において鬼の装備として登場。

### 小説
『ゲート 自衛隊 彼の地にて、斯く戦えり』
異世界に派遣された自衛隊の装備の1つとして登場。すでに退役している放棄しても構わない装備ということで選ばれ、35mm2連装高射機関砲 L-90とともにドラゴンを迎撃する。
『パラレルワールド大戦争』（豊田有恒）
松代大本営跡に生じたタイムトンネルを介して1945年の日本に派遣された1980年代の自衛隊の装備として登場。日本を空襲する米軍機を、35mm2連装高射機関砲 L-90やM16対空自走砲とともに迎撃する。

### ゲーム
『War Thunder』
アメリカ陸軍と陸上自衛隊の自走式対空砲ツリーで開発・使用できる。
『Wargame Red Dragon』
自衛隊デッキに「M42 AAG」の名称で登場する。